# Aleochara bimaculata
Aleochara bimaculata är en skalbaggsart som beskrevs av Johann Ludwig Christian Gravenhorst 1802. Aleochara bimaculata ingår i släktet Aleochara och familjen kortvingar. Inga underarter finns listade i Catalogue of Life.